# Pitt & Kantrop
Pitt & Kantrop (Pitt et Kantrop) è un cartone animato francese del 2005 prodotto da Millimages e Eurovision Network (al pari di Tom e L'isola di Noè), in coproduzione con ARD/WDR (Germania), BBC (Regno Unito), France Télévisions (Francia), RAI (Italia), RTBF, VRT (Belgio), SSR (Svizzera), TVE (Spagna). In Italia viene trasmesso su Rai Gulp e Rai Yoyo.
Il titolo della serie presenta un'assonanza con il termine "pitecantropo".

## Trama
Pitt è un ragazzo di 12 anni che vive nell'età della pietra e che fa parte della tribù dei Pitechi. Ha come amico uno strano rettile volante di nome Kantrop, che sembra essere uno pterodattilo. Ogni giorno fa una scoperta nuova per lo sviluppo della sua tribù come il telefono o lo specchio ma le sue scoperte non vengono mai prese sul serio o vengono usate nel modo sbagliato.

## Personaggi principali
- Pitt - Gracile ma ingegnoso ragazzino preistorico di 12 anni. Non viene tenuto nella giusta considerazione nonostante spesso dia saggi consigli e risolva i problemi del villaggio. È molto amico della figlia del capo, l'unica che a parte lui pare avere un briciolo di buon senso nella tribù.
- Kantrop - Piccolo dinosauro appartenente alla lontana alla famiglia degli pterodattili. Capace di spiegare improvvisamente le ali e volare, si dimostra un'insostituibile spalla e cavalcatura per il piccolo Pitt, durante le sue corse contro il tempo per risolvere i problemi.
- Sariac - Grande capo della tribù dei pitechi. Tozzo e autoritario, ama più di ogni altra cosa dare ordini, soprattutto ai suoi servitori Atlas e Vegas. Superstizioso e tradizionalista, chiede spesso aiuto allo sciamano del villaggio nonostante questo si riveli spesso inaffidabile. La sua frase preferita è "Sariac ha parlato!".
- Prospero - Sciamano del villaggio, sembra sempre in difficoltà quando viene interpellato per una predizione o per un rituale. Nonostante le difficoltà nel sostenere la sua carica, non sembrerebbe disdegnare l'idea di avere il comando del villaggio.
- Atlas e Vegas - Nerboruti pitechi che spesso affiancano il capo del villaggio. Sono i più forti ed abili cacciatori del villaggio anche se non propriamente svegli.
- Mandass - Giovane piteco spaccone, invaghito della figlia del capo. Pare essere nelle grazie di Drosera.
- Stef - Imbranato e pauroso padre di Pitt, famoso per essere il peggior cacciatore della tribù. Possiede doti nascoste in economia domestica.
- Deena - Giudiziosa figlia del capo villaggio e grande amica di Pitt. Corteggiata da Mandass, sembra iniziare a provare attenzioni per l'amico Pitt e a volte toccherà a lei rabbonire il padre per evitare guai al ragazzo e alla sua famiglia.
- Liana - Moglie di Stef e madre di Pitt. Sgangherata casalinga, sorprendentemente abile nella caccia.
- Drosena - Moglie di Sariac e madre di Deena. Dal carattere irascibile e autoritario, stravede per il marito, da cui però pretende sempre qualcosa. Agogna di vedere un giorno la figlia sposata a Mandass, mentre invece non vede di buon occhio la famiglia di Pitt.
- Grenella - Acida Zia di Pitt, dalle scarse doti canore e alla perenne ricerca delle attenzioni amorose di Atlas e Vegas.

## Episodi
| Nº | Titolo                      | Titolo originale                        |
| -- | --------------------------- | --------------------------------------- |
| 1  | La fame giustifica il pasto | La faim justifie les moyens             |
| 2  | Pace mondiale               | La guerre des Pithèques n'aura pas lieu |
| 3  | Finalmente insieme          | Un toit pour les Pithèques              |
| 4  | Cuor di cuccioli            | Zoo Pithèque                            |
| 5  | La fine del mondo           | La fin est proche !                     |
| 6  | Perle di saggezza           | La perle ne fait pas le bonheur         |
| 7  | Zef l'indovino              | Stef, le hibou !                        |
| 8  | Su il sipario!              | Mais c'est pour rire !                  |
| 9  | Un grande capo di troppo    | Les Yeux du Grand Chef                  |
| 10 | La lancia nella roccia      | La Lance Sacrée                         |
| 11 | Aria di primavera           | C'est le printemps !                    |
| 12 | Il mostro della palude      | Le Mashamana                            |
| 13 | La ruota                    | La roue tourne                          |
| 14 | L'iniziazione               | Tu es grand, maintenant                 |
| 15 | La grande divisione         | Le Grand Fossé                          |
| 16 | Una coppia moderna          | Un couple moderne                       |
| 17 | Il riscatto                 | La Rançon                               |
| 18 | A colpi di zuppa            | Table pour 15                           |
| 19 | Lezioni di sport            | Le jeu de l'outre                       |
| 20 | Il figlio del capo          | Pitt le sauveur                         |
| 21 | Buona fortuna               | Pitt la scoumoune                       |
| 22 | Vacanze per Pitechi         | C'est les vacances                      |
| 23 | Kaboomba!                   | Abracadapitt !                          |
| 24 | Il fuoco sacro              | L'épreuve du feu                        |
| 25 | L'arma segreta              | L'Arme Secrète                          |
| 26 | Voto di maggioranza         | Un chef pour tous, tous pour un chef !  |